# Correrie

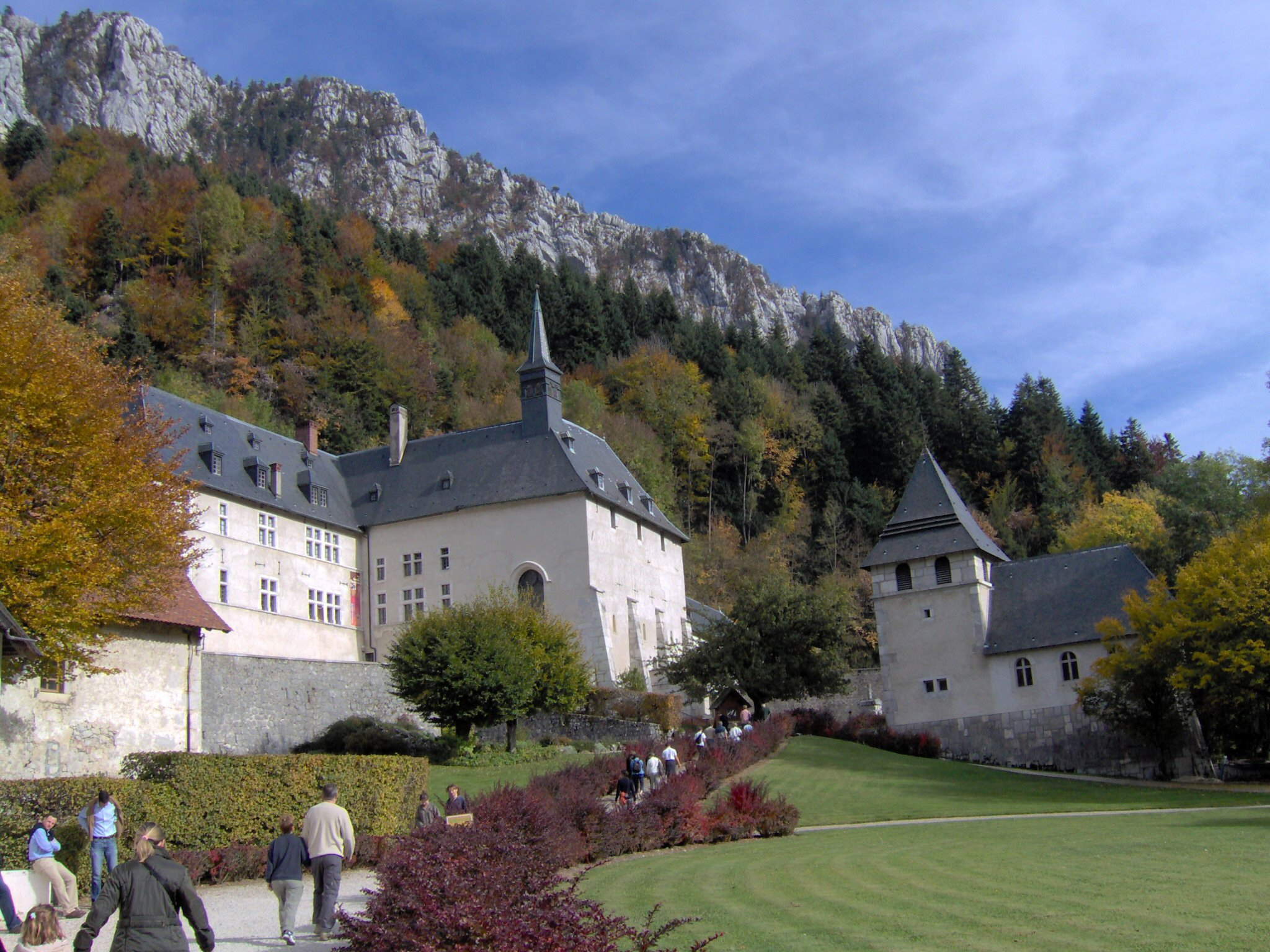
La Correrie de la Grande Chartreuse.

Le terme de Correrie (parfois écrit Corroirie ou Courerie) désigne depuis le XIVe siècle un groupe de bâtiments monastiques qualifiés de maison basse du monastère de la Grande Chartreuse, destinés à l'habitat et aux ateliers des frères convers, et par extension les maisons basses des autres chartreuses .

## Définition et étymologie
La correrie est l'ensemble des bâtiments nécessaires à la vie communautaire des frères convers. Elle comprend donc une église, un cimetière, des cellules, etc. Les cellules y sont plus simple que celles des pères chartreux et sont réunies dans un unique bâtiment. Sa localisation en fait une frontière entre le monde extérieur et l'accès à la maison haute, à l'entrée du désert.
Le terme « correrie » n'apparaît qu'au XIVe siècle, à une période où les maisons basses de l'ordre des Chartreux commencent à disparaitre. Auparavant c'est l'appellation maison basse (en latin : domus inferior), relative à la topographie de celle-ci par rapport à la maison haute (en latin : domus superior), qui est utilisée.
Le mot viendrait du nom de fonction des procureurs de l'ordre des Chartreux, religieux chargé des courses et commissions extérieures, appelés en langue vernaculaire les "courriers" (correrii). Le procureur et les 'courriers' logeaient en Chartreuse à la maison basse qui fut naturellement désignée comme la maison des courriers, donc la "correrie". Voir Carte du Chapitre général de 1376 : « ...procuratoribus qui vulgariter Correrii nominantur... ».
Une autre étymologie beaucoup plus incertaine voudrait faire dériver le terme du latin conredium qui désigne ce qui sert à l'entretien des moines. Mais le terme ne figure jamais dans le langage des actes officiels de l'ordre.

## La Grande Chartreuse
Les bâtiments abritèrent notamment une imprimerie et une infirmerie pour les religieux âgés. Durant les périodes d'absence des chartreux, y furent abrités successivement une école de laiterie et même une colonie de vacances.
La Correrie de la Grande Chartreuse servit un temps d'infirmerie pour les Pères malades. En 1957, elle a été transformée en Musée de la Grande Chartreuse destiné à retenir le flot des visiteurs en aval du monastère.

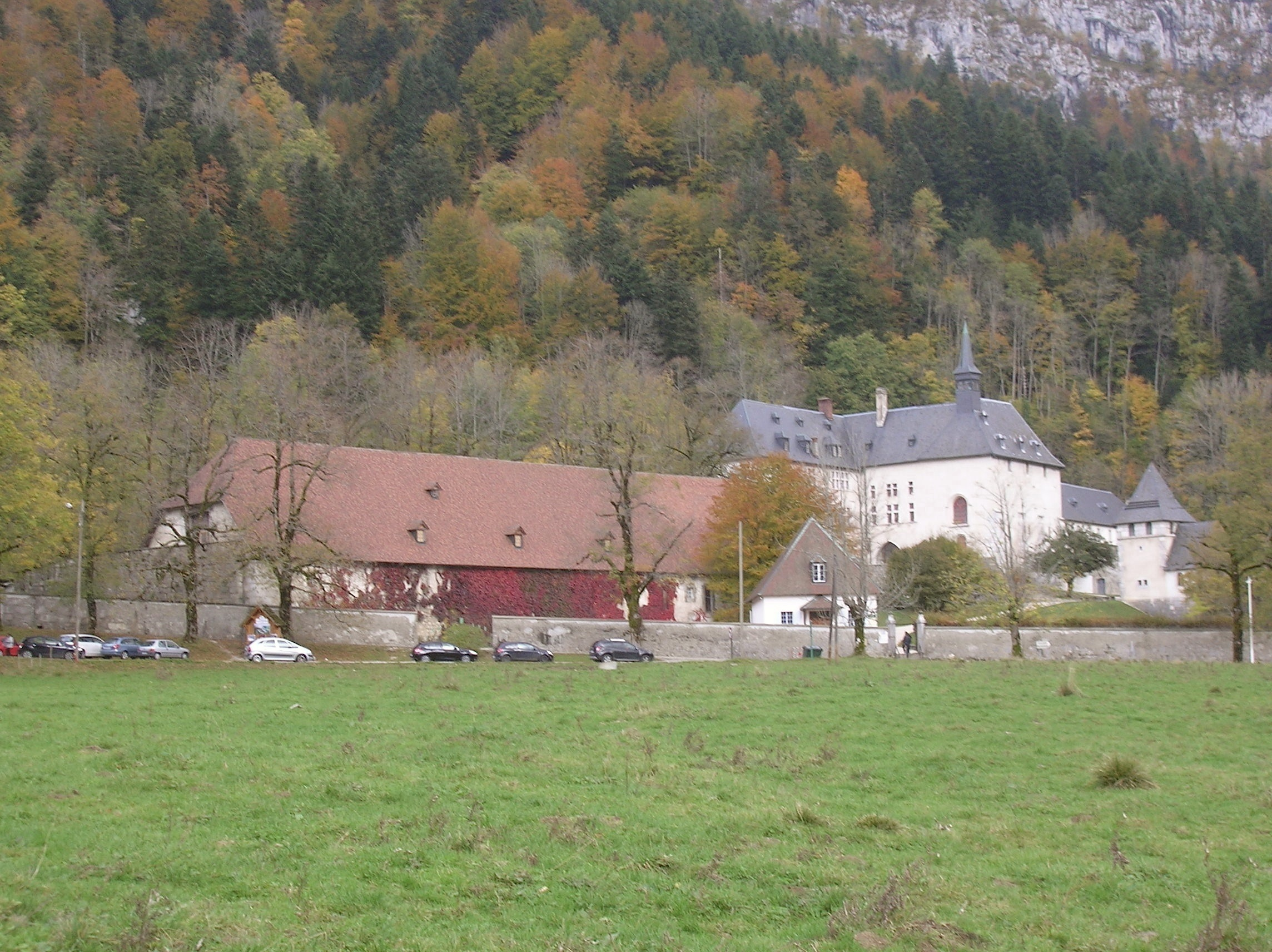
Vue générale.
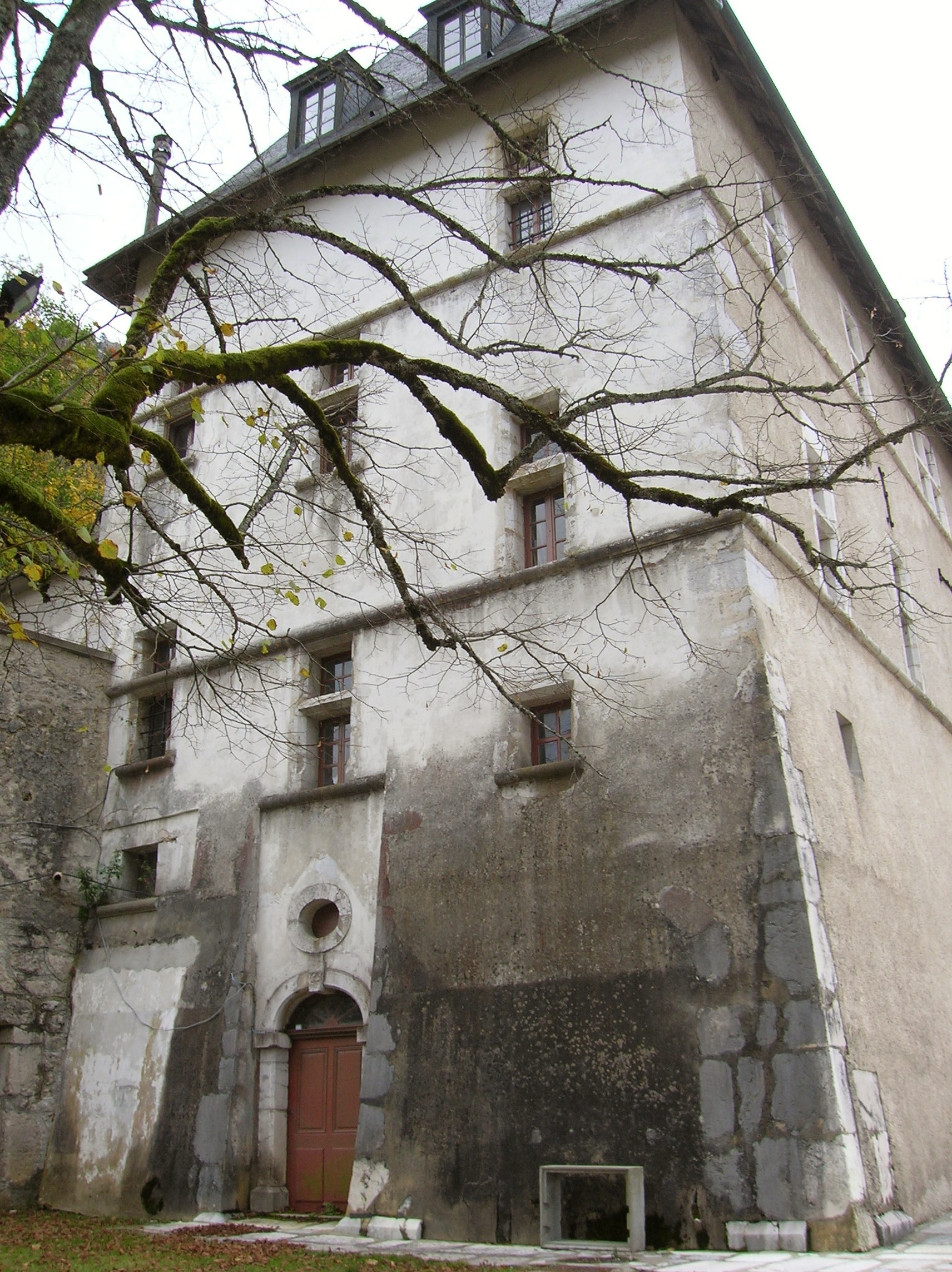
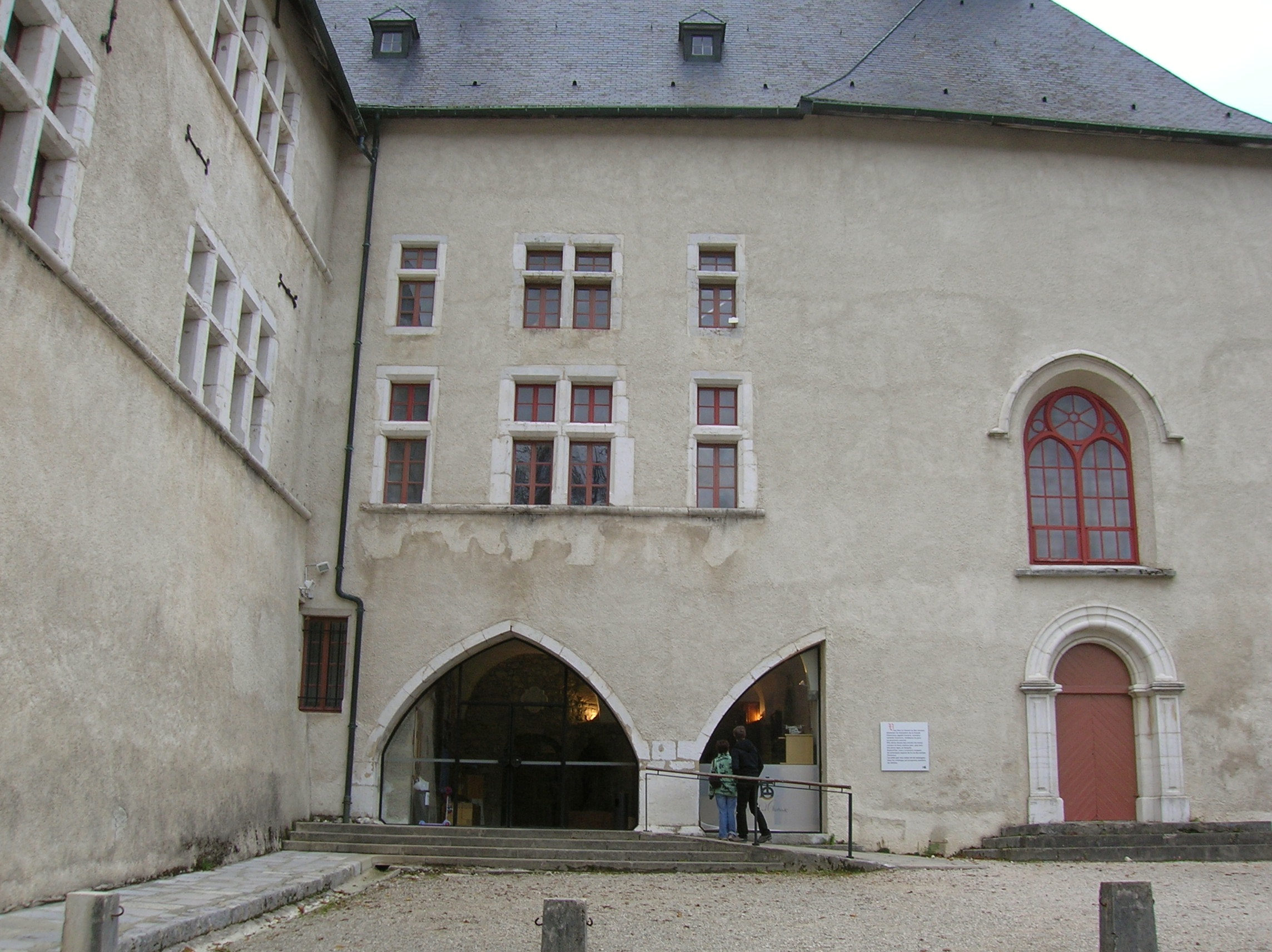
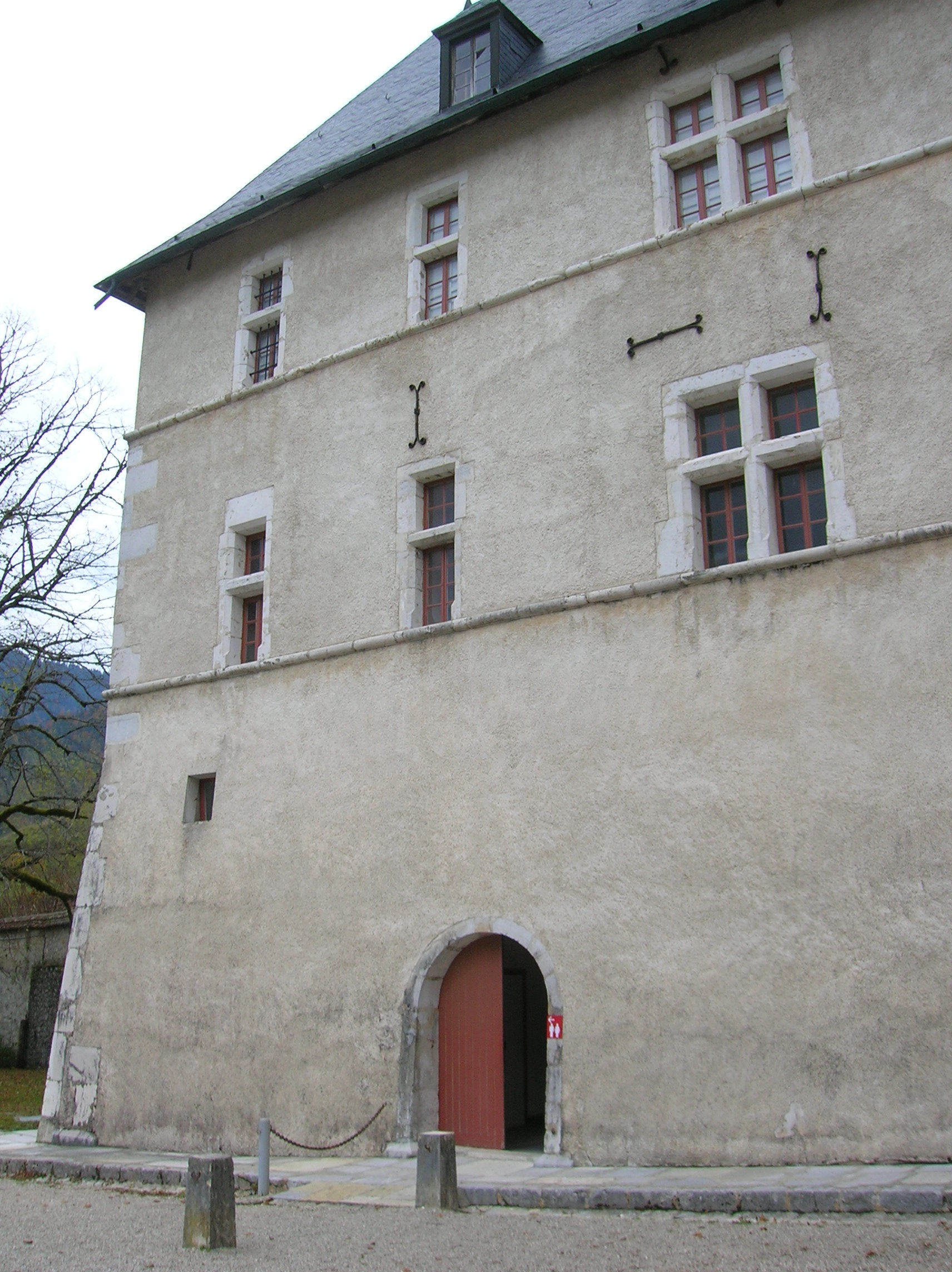
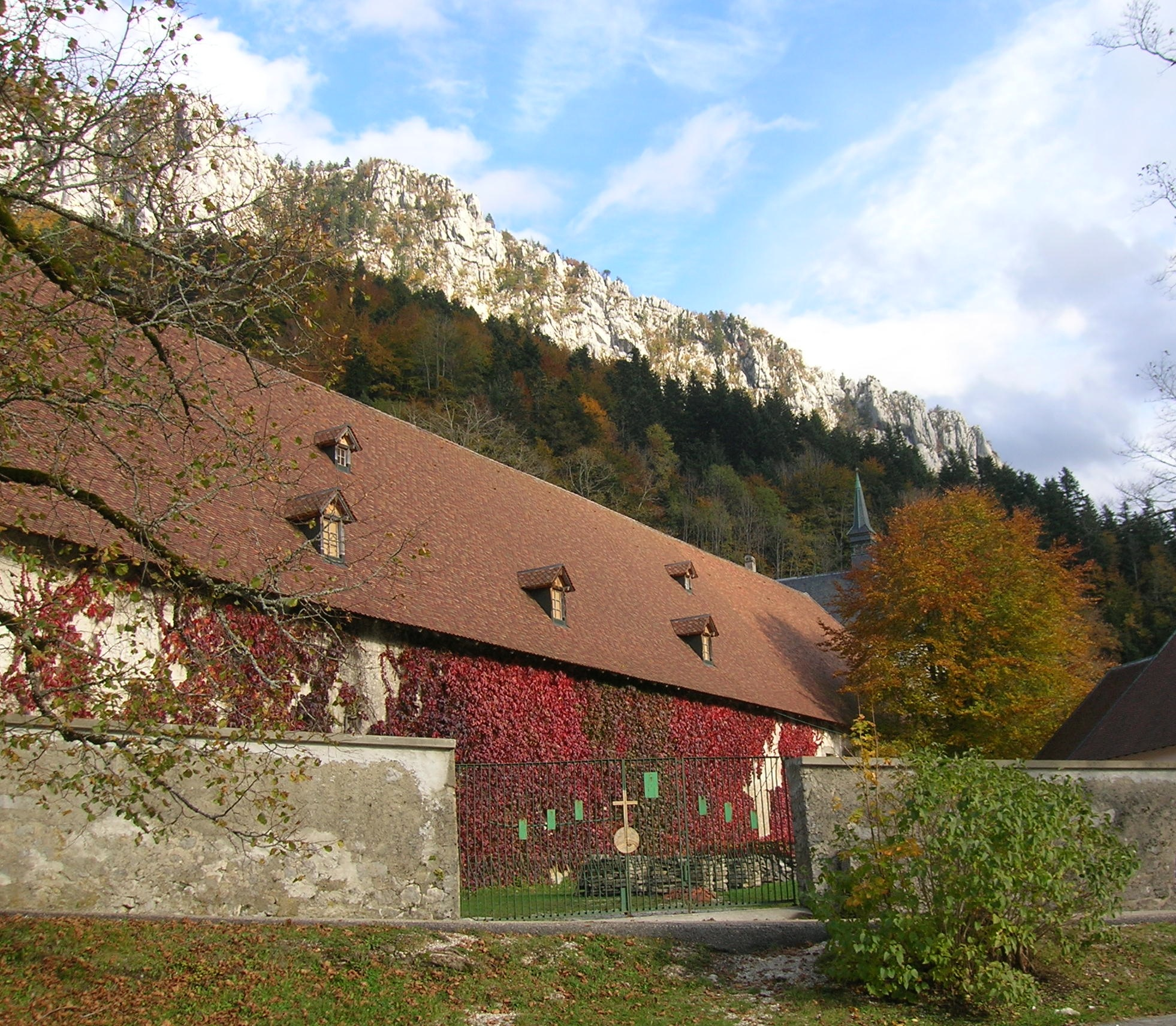

## Les autres maisons
Jusqu'au XIIIe siècle les maisons de l'ordre reproduisent l'organisation de la Grande Chartreuse, et comprennent une maison basse.
La distinction entre maison haute et basse a progressivement disparu à partir du XIIIe siècle. C'est le cas de la chartreuse de Paris, dépourvue de Correrie dès 1259, ou de celle de Mauerbach dont la maison basse est supprimée en 1390. Les dernières maisons basses sont supprimées par le Chapitre général de l'ordre en 1679. Néanmoins, les Statuts de l'ordre, et en particulier l'ordinaire (partie des Statuts consacrée à la liturgie) continuent à évoquer le cas des convers logeant à la maison inférieure à plusieurs occasions jusqu'à la fin du XIXe siècle (voir édition de 1869 notamment)[réf. souhaitée].
Certaines anciennes correries ont été transformées en fermes (mais toute ferme proche d'une chartreuse n'est pas pour autant une ancienne correrie).

### Exemples de correries
- Correrie de la chartreuse d'Aillon (église et cimetière)
- Correrie de la Sylve-Bénite (grange dîmière)
- Correrie des Écouges (comprenant notamment un moulin hydraulique)

## Voir Aussi

#### Correrie de la Grande Chartreuse
- Cyprien-Marie Boutrais, « La correrie », dans La Grande Chartreuse par un chartreux : Nouvelle édition refondue et mise à jour (7eme ed.), Grenoble, B. Arthaud, 1930 (lire en ligne), p. 431-445
- Martine Galiano, La Correrie de la Grande Chartreuse, Saint-Laurent-du-Pont, Éditions de la Vertevelle, 2008 (présentation en ligne)
- André Poisson, Visite de la Correrie de la Grande Chartreuse, St Pierre de Chartreuse, Correrie de la Grde. Chartreuse, 1964 (réimpr. 1968, 1974, 1980), 94 p.
- André Poisson, La Correrie de la Grande Chartreuse, Lyon, Lécuyer, 1957

#### Maisons basses et correries des autres chartreuses
- Jean-Pierre Aniel, Les maisons de Chartreux : Des origines à la chartreuse de Pavie, Paris, Arts et Métiers graphiques, avec le concours du CNRS, coll. « Bibliothèque de la société française d'archéologie » (no 16), 1983, 170 p.
- Jacques Chaurand, « Un toponyme cartusien : la Correrie (Correria) », Revue internationale d'onomastique, vol. 17, no 4,‎ 1965, p. 241–246 (lire en ligne)
- (it) S. Chiaberto, « La correria della certosa di Casotto », dans Akten des II. Internationalen Kongresses für Kartäuserfprschung in der Kartause Ittingen (1993), Ittingen, 1995, p. 285-300
- Sandrine Fournand, « La domus inferior, la maison des frères », dans Jean-Luc Mordefroid, La Montagne, l'Ermite et le Montagnard, Unité de Recherche Archéologique Cartusienne (URAC), 2002 (ISBN 2-86272-263-4), p. 39-46
- (de) Zadnikar M., « Die frühe Baukunst der Kartäuser », dans Die Kartäuser. Der Orden der Schweigenden Mönche, Köln, 1983, p. 50-137